# 콘텐츠 관리
콘텐트 관리(Content management, 줄여서 CM)는 디지털 정보의 혁명적인 생존 주기를 지원하는 과정과 기술을 두루 일컫는 말이다. 디지털 정보는 콘텐트를 가리키며, 더 구체적으로 말하면 디지털 콘텐트를 뜻한다. 디지털 콘텐트는 문서와 같은 문자열 형태로 되어 있을 수 있고, 소리나 영상 파일과 같은 멀티미디어 파일로 되어 있을 수 있으며, 또 관리를 요구하는 콘텐트 생존 주기를 따르는 어떠한 파일 형태라도 디지털 콘텐트라고 할 수 있다.

## 콘텐트 관리 프로세스
콘텐트 관리의 이행과 목표는 목적에 따라 다르게 나타난다. 언론 매체나 e-commerce 웹 사이트, 교육 기관 모두 콘텐트 관리를 사용하지만 각기 다른 방식을 취한다. 이러한 것들은 다른 전문 용어를 사용하며, 과정의 단계와 명칭에 차이를 지닌다.
예를 들어, 디지털 콘텐트는 한 명 혹은 다수에 의해 제작되며 시간이 지남에 따라 편집, 변화 될 수 있다. 제작자들은 공개하기에 적합한 콘텐트라는 승인 아래 편집 관리의 일부를 제공 할 수 있다. 공개는 다른 사람들에게 콘텐트를 제공하는 행동이거나, 콘텐트에 대한 디지털 접근권을 특정 대상에게 제공하는 것을 의미하며, 다양한 형식을 갖는다. 이후에 이 콘텐트는 다른 형태의 콘텐트로 대체 될 수 있고, 이로써 콘텐트의 생존 주기를 잃게 된다.
콘텐트 관리는 협력을 통해 이루어지며, 일반적으로 다음의 기본적인 역할과 의무로 구성된다.
- 제작자 - 콘텐트 생성과 편집의 책임
- 편집자 - 콘텐트 메시지의 변화와 전달 형태(번역, 지역화 등을 포함)에 대한 책임
- 퍼블리서 - 콘텐트를 사용하도록 공개하는 책임
- 관리자 - 폴더나 파일에 대한 접근 허가에 대한 책임, 일반적으로 사용자의 접근 권한을 승인하는 역할. 여러 가지 방식으로 사용자를 돕거나 지원함.
- 소비자, 뷰어나 손님 - 공개되거나 공유된 콘텐트를 보거나 취하는 사람.

콘텐트 관리에 대한 비평은 콘텐트 버전이 발전할 수 있도록 한다.저자와 편집자는 프로세스나 편집에 이상이 있는 이전 버전의 제품을 자주 복구할 필요가 있다.
콘텐트 관리의 또 다른 중요성은 생성과 유지, 적용 기준에 있다. 콘텐트 생성과 리뷰 과정의 구성원은 독자적인 역할과 함께 콘텐트를 발전시키거나 발표할 책임을 지닌다. 리뷰 과정의 구성원은 확실하고 명료한 리뷰 기준을 필요로 하는데 이것은 오랜 기간의 지속성, 지식 기반의 확립을 위해 통용 가능한 원리에 의해 유지될 수 있는 것이어야 한다.
콘텐트 관리 시스템은 다음의 특징을 지원하는 자동화 과정이다.
- 임폴트(가져오기)와 문서, 멀티미디어의 생성
- 사용자와 사용자 역할에 대한 확인
- 다른 형식의 콘텐트 카테고리나 콘텐트 형태에 대한 승인과 책임
- 워크플로우 테스크는 콘텐트의 변화가 관리자에게 바로 알려지도록 메시지와 결합되는 경우가 많음
- 트랙을 파악하고 싱글 콘텐트의 다양한 버전을 관리하는 능력
- 콘텐트에 대한 접근을 지원하기 위해 콘텐트 저장소에 콘텐트를 공개하는 능력. 콘텐트 저장소는 시스템에 안에 내재되고 있으며, 검색 도구를 설치하는 경향이 증가하고 있다.

콘텐트 관리 시스템은 다음의 형태를 가진다.
- 웹 콘텐트 관리 시스템은 웹 사이트 관리를 위한 소프트웨어
- 신문 편집부서의 일
- 기사 출판을 위한 워크 플로우
- 문서 관리 시스템
- 싱글 소스 콘텐트 관리 시스템 - 콘텐트가 관련된 데이터베이스 안에 저장되어 있는 곳

## 같이 보기
- LCMS - 학습 콘텐츠 관리 시스템
- 웹 디자인